# فيلي يرفينن
فيلي يرفينن (بالفنلندية: Ville Järvinen)‏ هو لاعب هوكي الجليد فنلندي، ولد في 3 يناير 1997 في تامبيري في فنلندا.

## وصلات خارجية
- فيلي يرفينن على موقع الاتحاد الدولي لألعاب القوى (الإنجليزية)
- فيلي يرفينن على موقع EliteProspects.com (الإنجليزية)
- فيلي يرفينن على موقع Eurohockey.com (الإنجليزية)
- فيلي يرفينن على موقع HockeyDB.com (الإنجليزية)